# 伊拉克伊斯兰教
伊斯蘭教是伊拉克絕大多數派宗教，佔該國約98.0%人口，其中多數是什葉派。

## 統計
伊拉克的穆斯林人口中有60％至65％的什葉派，遜尼派阿拉伯人有15％至20％，遜尼派庫德人有17％。

## 地點
納傑夫有著名伊瑪目阿里•本•阿比•塔利卜的陵墓，這個城市現在是整個什葉派穆斯林朝聖的重要地方，如同伊斯蘭聖城麥加和麥地那。庫費是著名的遜尼哈乃斐派學者阿布•哈尼法的故鄉，他的思想流派遍布全球伊斯蘭世界。什葉派聖地阿斯卡里清真寺（伊瑪目阿里·哈迪與哈桑·阿斯卡里聖陵）位於薩邁拉，葬有十二伊瑪目派尊奉的第十任伊瑪目阿里·哈迪·納基和第十一任伊瑪目哈桑·阿斯卡里。